# Zeche Merklingsbank
Die Zeche Merklingsbank ist ein ehemaliges Steinkohlenbergwerk in Bommern. Das Bergwerk war auch unter den Namen Zeche Mercklingsbank und Zeche Merchlingsbank bekannt. Irrtümlich wurde das Bergwerk auch als Zeche Mecklingsbank bezeichnet. Das Bergwerk befand sich etwa 200 Meter östlich vom Schloss Steinhausen, westlich vom heutigen Lindenweg. Das Bergwerk befand sich etwa 20 Meter unterhalb der Zeche Steinhardtsbank.

## Geschichte

### Die Anfänge
Am 21. Mai des Jahres 1732 wurde das Längenfeld Merklingsbank verliehen. Das Längenfeld befand sich im Bereich zwischen dem Muttental und dem Ruhrtal. Das hier vorhandene Flöz war das Flöz Kreftenscheer, das eine Mächtigkeit von 1,8 Metern incl. 50 Zentimeter Zwischenmittel hatte. Nach der Verleihung lag das Bergwerk lange Zeit still. Im Jahr 1738 wurde Gerhard Peter Merklingshaus vom preußischen Bergamt mit dem Grubenfeld belehnt. Ab dem Jahr 1739 ging das Bergwerk in Betrieb. Der Stollen wurde etwa 20 Meter vom Südflügel der Zeche Braunschweig aufgefahren. In den Jahren 1754 und 1755 wurde das Bergwerk aufgrund von Absatzmangel in Fristen gelegt. Im Jahr 1755 verkauften die Erben von Gerhard Peter Merklingshaus die Hälfte ihres Bergwerkseigentums an Johann Caspar Hundeicker. Gemäß den Aufzeichnungen des Amtes Wetter waren im Jahr 1755 Mercklingshaus und Hundeicker als Gewerken eingetragen.

### Der weitere Betrieb
Im Jahr 1757 wurde das Bergwerk wieder in Betrieb genommen. Im Jahr 1787 wurde das Bergwerk in der Niemeyerschen Karte eingetragen. Im Jahr 1796 wurden von elf Bergleuten 44.407 Ringel über den Stollen im Muttental gefördert. Die geförderten Kohlen wurden zum Teil ins Bergische Land transportiert. Ab dem Jahr 1800 war das Bergwerk für mehrere Jahre in Betrieb. Im Jahr 1804 ließen die Gewerken einen Schiebeweg durch das Muttental bis zur Ruhr bauen. An dem Bau dieses Schiebeweges beteiligten sich auch weitere Bergwerke. Durch den Schiebeweg war es dann möglich, die geförderten Kohlen mit Karren zur Ruhr zu transportieren. Aufgrund von Kauf und durch Erbschaften war die Zahl der Mitglieder der Gewerkschaft seit dem Jahr 1755 stetig gewachsen. Gewerken waren nun die Familien Hueck, Küper, Wünnenberg, Gethman und Berger. Das Bergwerk war bis zum Jahr 1810 in Betrieb. Im Juni des Jahres 1813 wurde die Zeche Merklingsbank stillgelegt. In der Zeit vom 30. Januar bis zum 14. April des Jahres 1821 konsolidierte das Bergwerk mit weiteren Bergwerken zur Zeche Louisenglück.